# Hungersnot in Somalia 1974–1975
Die Hungersnot in Somalia 1974–1975 war die Folge einer schweren Dürre, die in Somalia als Dabadheer (die Dürre „mit langem Schwanz“, d. h. die lang anhaltende Dürre) benannt wurde. Sie betraf nomadische Viehzüchter vorwiegend im Nordosten des Landes, führte zum Tod von 1.500 Menschen und von Millionen Stück Vieh und damit zu Verlusten am wichtigsten Exportgut Somalias.

## Verlauf und Reaktionen
Bereits vor der Dürre war Somalia von Nahrungsmittelknappheit betroffen und von Importen abhängig gewesen.
Die erste offizielle Anerkennung der Dürre und Hungersnot erfolgte in einer Rede von Präsident Siad Barre am 21. Oktober 1974, gefolgt von der Ausrufung des Notstands am 29. November. Bald darauf wurden ein National Drought Relief Committee und entsprechende Komitees auf Regional-, Distrikt- und Dorfebene gegründet. In den am stärksten betroffenen Gebieten in Sanaag, Togdheer, Bari, Nugaal, Mudug und Galguduud wurden Lager mit medizinischen Einrichtungen sowie Bildungsangeboten für die Betroffenen eingerichtet. Diese Lager wurden von Lagerkomitees verwaltet, denen jeweils ein Lehrer der Rural Development Campaign, ein Gesundheitsbeamter, ein Agent des National Security Service und drei Vertreter der Lagerbewohner angehörten. Bis November/Dezember 1974 hatten sich etwa 112.000 Menschen in diese Lager begeben, täglich kamen weitere 3.000 bis 5.000 hinzu. Im Mai 1975 lag die Zahl der Dürreflüchtlinge bei 772.000 Personen.
Der Staat mobilisierte umfangreiche Ressourcen und leitete Mittel, die für Projekte der ländlichen Entwicklung vorgesehen waren, in Nothilfemaßnahmen um. Auswärtige Unterstützung kam zunächst vor allem aus der Sowjetunion, später auch aus westlichen Staaten sowie innerhalb Afrikas aus Nigeria und Uganda.

## Folgen
Während die Zahl der menschlichen Todesopfer mit etwa 1.500 laut offizieller Schätzung vom Februar 1975 relativ gering blieb, führte der Verlust von Millionen Rindern, Schafen, Ziegen und Kamelen zu größeren gesamtwirtschaftlichen Problemen und zum Verlust der Existenzgrundlage für zahlreiche Viehzüchter.
Etwa 90.000 Nomaden, die ihr Vieh verloren hatten, wurden ab Mitte 1975 aus den Lagern im Norden in landwirtschaftliche Siedlungen im Süden Somalias gebracht, weitere 15.000 wurden an die Küste umgesiedelt. Von 1976 bis Mitte der 1980er Jahre wurde mithilfe internationaler Unterstützung versucht, ihnen im Ackerbau bzw. in der Fischerei neue Existenzgrundlagen aufzubauen. Die Erträge in diesen Projekten blieben jedoch vielfach unterhalb der Erwartungen, sodass viele der Siedler diese Siedlungen wieder verließen.